# نور الدين الطبوبي
نور الدين الطبوبي (8 فبراير 1961-) نقابي تونسي يشغل منصب الأمين العام للاتحاد العام التونسي للشغل منذ 23 يناير 2017.

## السيرة
ولد نور الدين الطبوبي في 8 فبراير 1961 بولاية باجة.

## العمل النقابي
كانت بدايات انخراط الطبوبي في العمل النقابي في مطلع تسعينات القرن الماضي حينما شغل خطّة كاتب عام نقابة أساسية في شركة اللحوم (1990)، وهي أوّل مسؤولية له وفي سنة 2000 شغل خطتي كاتب عام للاتحاد الجهوي بتونس، مكلف بالنظام الداخلي سنة 2001 وكاتب عام الفرع الجامعـي للفـلاحة بتونس الكبرى، ليصبح بعد سنوات الأمين العام للاتحاد الجهوي بتونس تحديدا في سنة 2009 ثم تولى عام 2011 خطّة أمين عام مساعد مكلف بالنظام الداخلي في اتحاد الشغل.
تم انتخابه في المؤتمر 23 للاتحاد العام التونسي للشغل عام 2017 ضمن قائمة «الوحدة الوطنية» التي ترأسها وتضم أيضاً بوعلي المباركي، حفيظ حفيظ، عبد الكريم جراد، كمال سعد، محمد المسلمي، سمير الشفي، أنور بن قدور، سامي الطاهري، صلاح الدين السالمي، نعيمة الهمامي، منعم عميرة ومحمد علي بوغديري.
ٱعيد انتخابه أمينا عاما للمنظمة الشغيلة لولاية ثانية مدّتها خمس سنوات خلال المؤتمر الانتخابي الـ25 في تاريخ الاتحاد في فبراير 2022.

## العائلة
متزوج وله 4 أبناء.

## وصلات خارجية
الموقع الرسمي للاتحاد العام التونسي للشغل